# 川岸町 (新潟市)
川岸町（かわぎしちょう）は、新潟県新潟市中央区の町字。現行行政地名は川岸町一丁目から川岸町三丁目。住居表示未実施区域。郵便番号は951-8133。

## 概要
1944年（昭和19年）から現在までの町名で、1丁目から3丁目がある。1929年（昭和4年）から1939年（昭和14年）にかけて行われた信濃川埋め立てによってできた地域で、新潟家庭裁判所、新潟地域振興局などの官公庁も立地している。

### 隣接する町字
北から東回り順に、以下の町字と隣接する。
- 白山浦
- 一番堀通町
- 関新

※信濃川を挟んで上所、新光町と隣接。

## 歴史

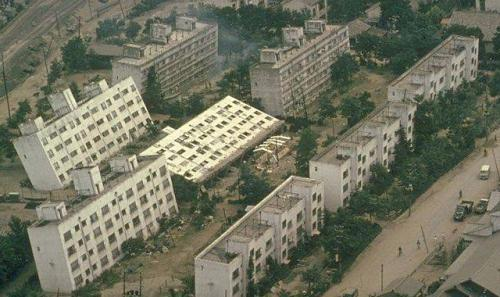
新潟地震により、大きく傾いた県営川岸町アパート

### 年表
- 1964年（昭和39年）6月16日 : 新潟地震の発生により、新潟県営川岸町アパートが被災する。
- 2007年（平成19年）4月1日 : 新潟市の政令指定都市移行により、中央区の町丁となる。

## 世帯数と人口
2018年（平成30年）1月31日現在の世帯数と人口は以下の通りである。
| 丁目         | 世帯数  | 人口    |
| ------------ | ------- | ------- |
| 川岸町一丁目 | 105世帯 | 206人   |
| 川岸町二丁目 | 522世帯 | 1,187人 |
| 川岸町三丁目 | 167世帯 | 281人   |
| 計           | 794世帯 | 1,674人 |

## 小・中学校の学区
市立小・中学校に通う場合、学区は以下の通りとなる。
| 丁目         | 番地 | 小学校             | 中学校             |
| ------------ | ---- | ------------------ | ------------------ |
| 川岸町一丁目 | 全域 | 新潟市立鏡淵小学校 | 新潟市立白新中学校 |
| 川岸町二丁目 | 全域 | 新潟市立鏡淵小学校 | 新潟市立白新中学校 |
| 川岸町三丁目 | 全域 | 新潟市立鏡淵小学校 | 新潟市立白新中学校 |

## 地域

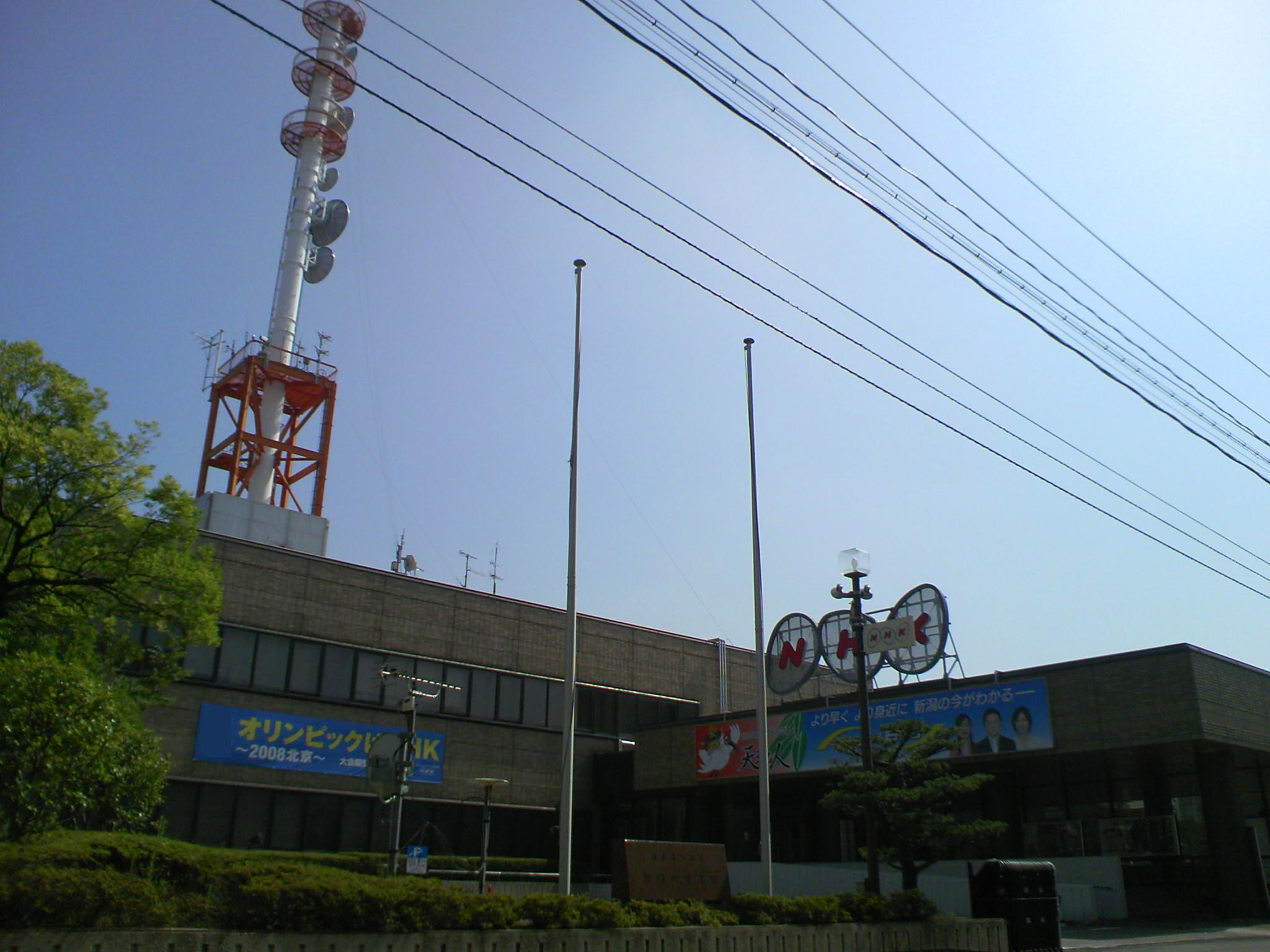
NHK新潟放送局

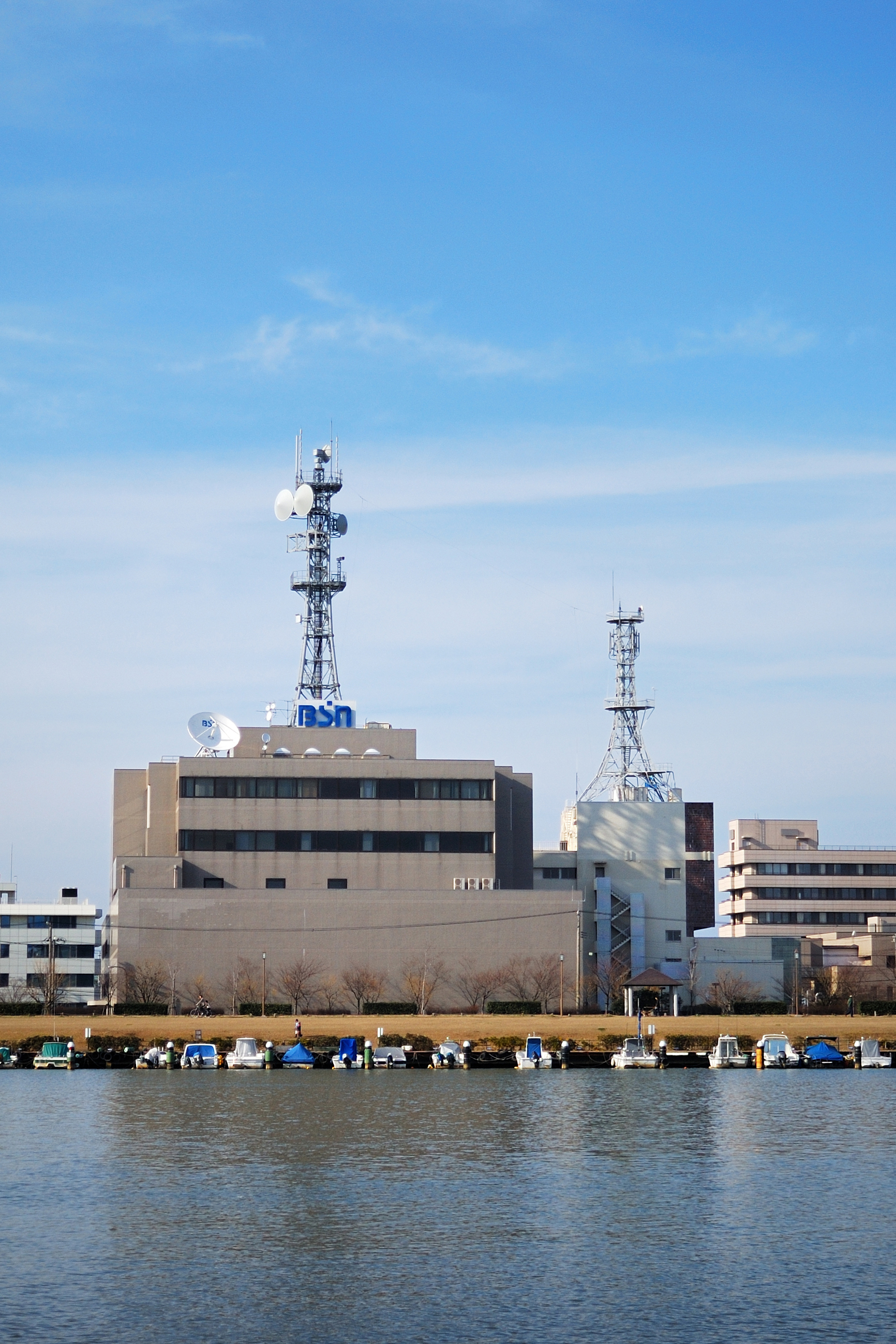
BSN新潟放送

白山公園がある新潟市中央区の一番町通りの西にあり、東日本旅客鉄道越後線沿線の信濃川沿いにある。信濃川に面するところには、やすらぎ堤がある。

### 1丁目
東日本旅客鉄道越後線の東側、一番町通りの西に位置する。
主な企業・施設
- 朝日新聞新潟総局
- NHK新潟放送局
- 新潟家庭裁判所
- 新潟少年鑑別所

### 2丁目
東日本旅客鉄道越後線の南側、白山駅南口付近に位置する。
主な企業・施設
- 新潟市立白新中学校
- 新潟高校会館
- 公益社団法人新潟県看護協会
- 新潟県保健衛生センター 分館（成人病検診センター）
- 新潟県立がんセンター新潟病院
- 新潟理容美容専門学校
- デイリーヤマザキ 新潟川岸町店
- ファミリーマート 新潟川岸二丁目店

### 3丁目
川岸町2丁目の西に位置する。
主な企業・施設
- 新潟放送
- 新潟県新潟地域振興局（新潟地区合同庁舎）
- 新潟市道寄居浜女池線2号（白山跨道橋）